# Svensk Filmdatabas
Svensk Filmdatabas és una base de dades d'Internet sobre pel·lícules sueques, publicada per l'Svenska Filminstitutet. Conté informació sobre totes les pel·lícules sueques de 1897 en endavant i pel·lícules estrangeres que es van estrenar a Suècia. També ofereix moltes biografies d'actors, directors, productors, etc. que va participar en pel·lícules sueques al llarg dels anys. Es crea amb el suport de la Fundació del Tricentenari del Banc de Suècia. La base de dades inclou unes 62.000 pel·lícules (17.000 pel·lícules sueques) i 265.000 persones.